# 甘肃尕海
尕海是甘肃省最大的高原淡水湖，位于中国甘肃省甘南藏族自治州碌曲县，湖区面积2400公顷。
尕海-则岔国家级自然保护区成立于1998年。2010年3月发现前来栖息的国家一级保护动物黑鹳达310多只，这是中国发现的最大黑鹳种群。